# Reuben Hersh

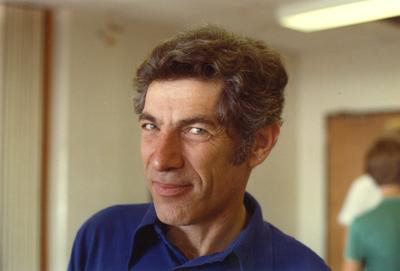
Reuben Hersh (1979)

Reuben Hersh (* 9. Dezember 1927 in der Bronx; † 3. Januar 2020) war ein US-amerikanischer Mathematiker.
Hersh studierte englische Literatur an der Harvard University (Bachelor-Abschluss 1946). Danach arbeitete er als Autor für Scientific American (1948–1952) und den Rest der 1950er Jahre im Bereich New York in Machine Shops, bevor er 1962 an der New York University bei Peter David Lax in Mathematik promoviert wurde. Von 1962 bis 1964 war er an der Stanford University. Ab 1964 war er an der University of New Mexico, wo er schließlich Professor Emeritus war.
Hersh beschäftigte sich als Mathematiker unter anderem mit partiellen Differentialgleichungen, linearen Operatoren und der Wahrscheinlichkeitstheorie. Bekannt war er für seine populärwissenschaftlichen mathematischen Bücher mit Philip Davis, besonders The Mathematical Experience von 1981, das 1983 den National Book Award gewann.
Für einen seiner Scientific-American-Artikel (über Hilberts 10. Problem 1973) mit Martin Davis erhielt er 1975 den Chauvenet-Preis. Andere Scientific-American-Artikel veröffentlichte er mit Paul Cohen über Non Cantorian Set Theory (1967) und mit Martin Davis über Nonstandard Analysis (1972). Er schrieb auch regelmäßig im Mathematical Intelligencer.

## Schriften
- mit Philip Davis: The mathematical experience. Houghton Mifflin und Birkhäuser 1981, Birkhäuser 1995, Mariner Books 1999 (Einführung Gian-Carlo Rota).
- mit Philip Davis: Descartes' Dream – the world according to mathematics. Harcourt, Brace, Jovanovich 1986, Houghton Mifflin 1987, Dover 2005.
- What is mathematics, really? Oxford University Press 1997.
- (Hrsg.): 18 unconventional essays on the nature of mathematics. Springer 2006.
- mit Vera John-Steiner: Loving and Hating mathematics. Princeton University Press 2009.